# Ткачук Анатолій Карпович
Анато́лій Ка́рпович Ткачу́к (нар. 20 червня 1956, с. Михайлівка (Тетіївська міська громада), Київська область) — український художник. Член Національної спілки художників України (2023)..

## Біографія
Народився 20 червня 1956 року в с. Михайлівка (Тетіївська міська громада) на Київщині. Закінчив Київський художній інститут (1988), факультет живопису, реставраційне відділення живопису за фахом художник-реставратор.

Живе і працює у Києві.

## Творчість
У творчості перевагу надає станковому живопису. Улюблені жанри — пейзаж і натюрморт. З 1990-х років бере участь у всеукраїнських виставках і пленерах.

Основні твори: «Осінній-натюрморт», (2020), «Барви Вилково», (2008), «Ранок у Столеві. Чорногорія», (2019), «Перший сніг», (2020), «Блакитний день на річці Рось».
Член НСХУ (2023). Перебуває на обліку Вінницької обласної організації.